# Повелитель зверей 2: Сквозь врата времени
«Повелитель зверей 2: Сквозь врата времени» (англ. Beastmaster 2:Through The Portal Of Time) — кинофильм в жанре фэнтези и фантастики. Сиквел фильма «Повелитель зверей». Произведение создано по мотивам романа Андре Нортон «Повелитель зверей».

## Сюжет
По своему сюжету данный фильм является непосредственным продолжением фильма «Повелитель зверей».
После того, как был уничтожен злобный Маэкс и разгромлена орда Джанов, власть в королевстве Арок захватил не менее жестокий и могущественный тиран — Лорд Арклон. Недовольные его правлением, местные жители подняли восстание, в котором принял активное участие Дар-Повелитель зверей. В одном из боёв он был захвачен в плен, предан суду и приговорён к смерти, но верные друзья-звери спасли его.

## В ролях
- Марк Сингер — Дар
- Кэри Вюрер — Джекки Трент
- Джеймс Эйври — лейтенант Коберли
- Майкл Берриман — первый пилигрим
- Дэвид Каррера — первый хулиган
- Карл Киарфалио — второй полицейский
- Лоуренс Добкин — адмирал Биннс
- Стив Донмайер — полицейский офицер
- Сара Дуглас — Лайранна
- Ричард Л. Дюран — первый страж
- Джеймс Паттен Эгил — солдат
- Роберт Филдстил — Бендовски
- Джон Фифер — тварь
- Даг Франклин — Мелвин
- Кайл Фредерикс — девушка
- Гордон Грин — страж ворот
- Пол Гудман — Трой Саундерс
- Уингз Хаузер — Арклон
- Чарльз Химэн — инквизитор
- Артур Мэлет — Уэндел